# Шандра (Сату Маре)
Шандра (рум. Șandra) насеље је у Румунији у округу Сату Маре у општини Белтиуг. Oпштина се налази на надморској висини од 219 m.

## Становништво
Према подацима из 2002. године у насељу је живело 233 становника.

### Попис2002.
| Расподела становништва по националности 2002.‍ | Расподела становништва по националности 2002.‍ | Расподела становништва по националности 2002.‍ | Расподела становништва по националности 2002.‍ | Расподела становништва по националности 2002.‍ |
| --------------------------------------------- | --------------------------------------------- | --------------------------------------------- | --------------------------------------------- | --------------------------------------------- |
|                                               |                                               |                                               |                                               |                                               |
| Румуни                                        | Румуни                                        |                                               | 102                                           | 43,8%                                         |
| Мађари                                        | Мађари                                        |                                               | 56                                            | 24,0%                                         |
| Роми                                          | Роми                                          |                                               | 56                                            | 24,0%                                         |
| Украјинци                                     | Украјинци                                     |                                               | 7                                             | 3,0%                                          |
| Немци                                         | Немци                                         |                                               | 12                                            | 5,2%                                          |